# ARoS Aarhus Kunstmuseum
Le ARoS Aarhus Kunstmuseum est le principal musée d'art d'Aarhus et un des plus grands musées d'art d'Europe du Nord. Le musée fut inauguré en 1859 et est le musée public d'art le plus ancien en dehors de Copenhague. En avril 2004, le ARos Aarthus Kunstmuseum a ouvert ses portes avec des expositions dans un tout nouveau bâtiment moderne de 10 étages, d'une superficie totale de 20 700 m², conçu par les architectes danois du groupe Schimdt Hammer Lassen. De nos jours, il est l'un des plus grands musées d'art en Europe du Nord avec un pic total de visiteurs de 980 909 visiteurs en 2017.
En plus de posséder des galeries d'art ayant des expositions permanentes ou temporaires, le ARos fournit aux visiteurs un magasin d'art pour achat et des lieux de restauration (un café et un restaurant). L'architecture du musée fut complétée en 2011 avec l'ajout d'une passerelle aérienne Your rainbow panorama par Ólafur Elíasson. Cette installation a permis d'augmenter l’intérêt du public pour le musée, rendant ce dernier presque aussi populaire que le bien connu Louisiana Museum à Humlebaek.
Depuis 2018, le bâtiment est surmonté par Your rainbow panorama (Ton panorama en arc-en-ciel), œuvre de Olafur Eliasson.

## Histoire
Le musée fut inauguré en 1859 et est l'un des musées les plus anciens du Danemark. Le rassemblement des œuvres d'art a commencé bien des années auparavant en 1847 par l'association locale "Arhus Kunstforening af 1847" et la première exposition publique fut présentée le 6 janvier 1859 au Aarhus' old Town Hall. Le bâtiment actuel, près des Concert Halls, est la quatrième localisation du musée et y ouvrit en 2004.
Le 6 janvier 2009, le ARoS Aarhus Kunstmuseum célébra son 150e anniversaire avec une exposition du jubilé, présentant les mêmes œuvres d'art que la toute première exposition en 1859, parmi d'autres.
Durant l'automne 2014, le ARos Aarhus Kunstmuseum annonça des projets d'aménagements avec une nouvelle galerie souterraine et une installation conceptualisée par l'artiste américain Turrell James. Le projet portait le titre de "The Next Level" et l'ouverture était prévue en 2020.
Le nom « ARoS » se réfère au précédent nom (en danois ancien) de la cité d'Aarhus, Àros, tandis que les lettres capitalisées forment le mot ars, art en latin.

## Architecture
Le toit du musée est dominé par l'installation Your rainbow panorama de Olafur Eliasson. La passerelle circulaire a des fenêtres de l'ensemble du spectre visible qui donnent de la couleur au panorama de la ville d'Aarhus. L'installation a coûté 10.7 millions de dollars américains à construire et fut sponsorisée par la Realdania Foundation. La passerelle fut inaugurée en mars 2011.
Dans le bâtiment actuel, une galerie particulière nommée les 9 Espaces (faisant référence au 9 cercles de l'enfer de la Divine Comédie de Dante) présente des œuvres de James Turrell, Shirin Neshat et Olafur Eliasson. Les murs des pièces sont peints en noir en opposition au blanc éclatant de l'extérieur. Le toit en terrasse représente la lumière divine après la sortie de l'enfer. Par ces agencements, le musée fait un « cheminement » de l'Enfer vers le Paradis. Ce mouvement est d'autant renforcé par la présence d'un escalier en spirale, faisant référence aux chemins entre les 9 Cercles de l'Enfer.

## Collections
Les collections que l'ARoS Aarhus Kunstmuseum possède vont du Danish Golden Age (âge d'or danois) à nos jours, dont une sélection est exposée dans les salles du musée. À côté de cela, des expositions temporaires d'artistes internationaux et/ou danois ont été également présentées, avec des artistes tels que Ólafur Elíasson, Bjørn Nørgaard, Ingvar Cronhammar, Frank Gehry, Paul McCarthy, Robert Rauschenberg, Michael Kvium, H.C. Andersen, Bill Viola ou encore Wim Wenders. À l'adresse actuelle du musée, la toute première exposition présenta les principaux travaux d'artistes de la pop culture comme Andy Warhol et Roy Lichtenstein.

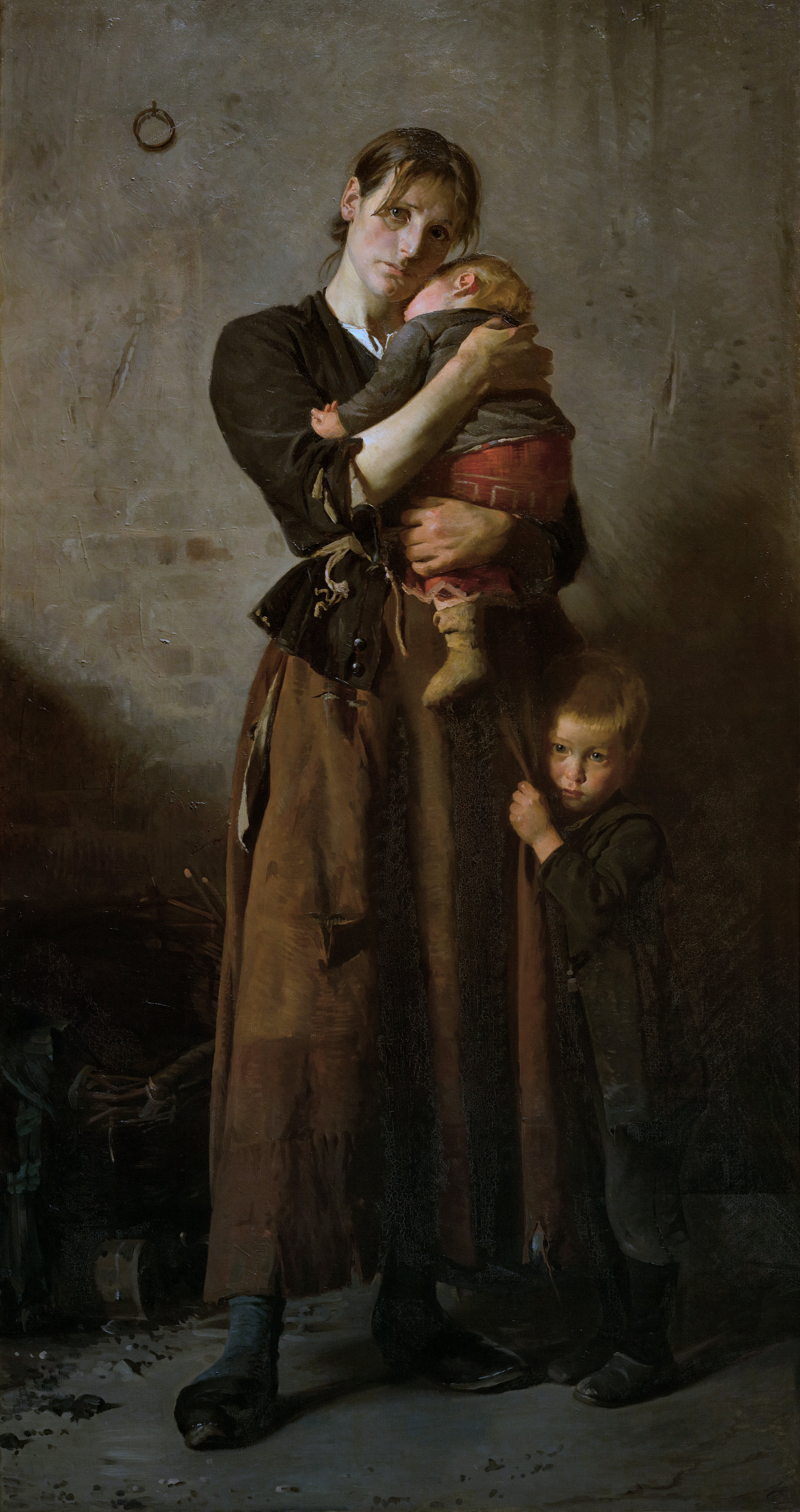
Frants Henningsen, Abandonné. Cependant, pas par des amis dans le besoin., 1888.
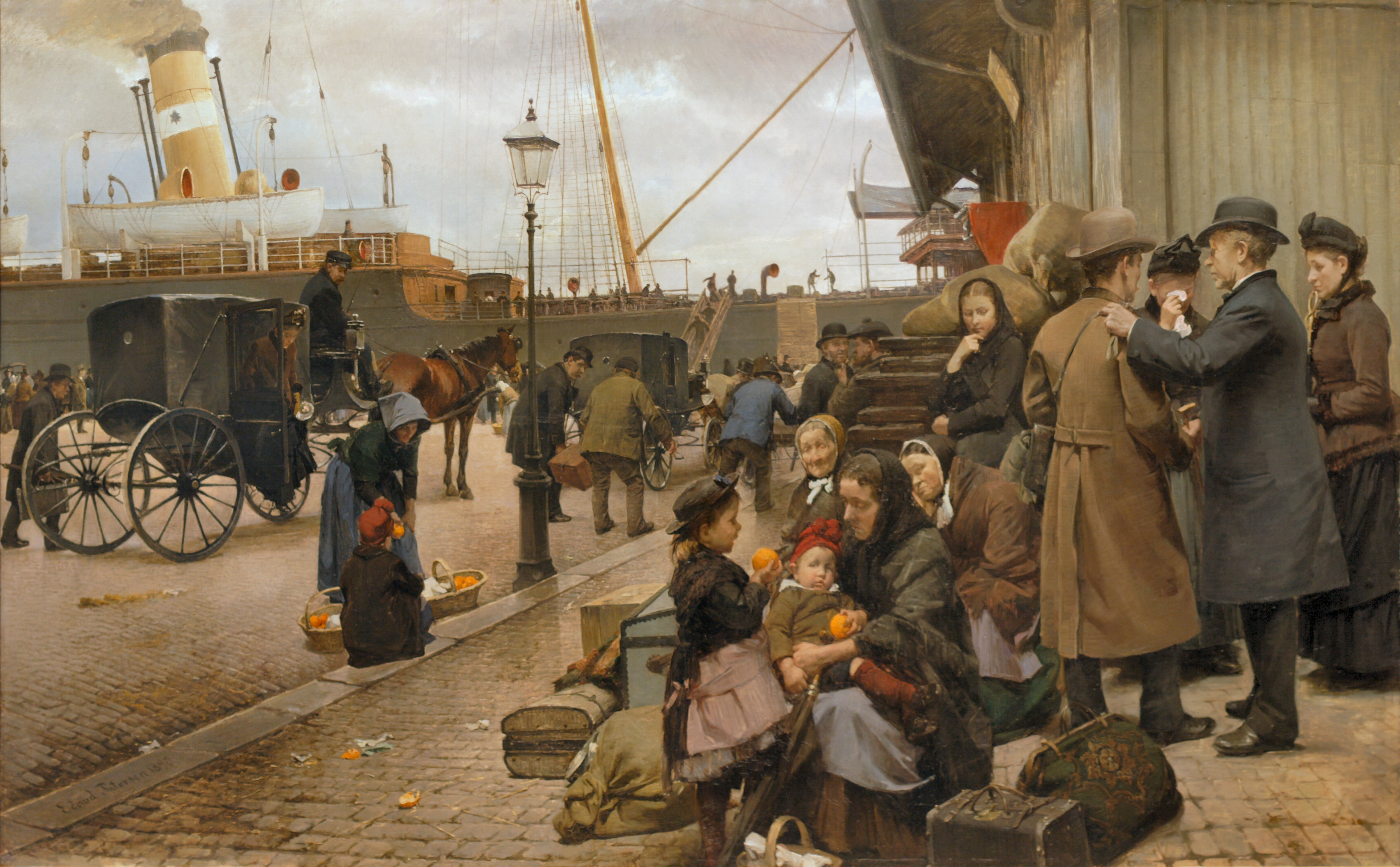
Edvard Petersen, Émigrants à Larsens Plads, 1890.
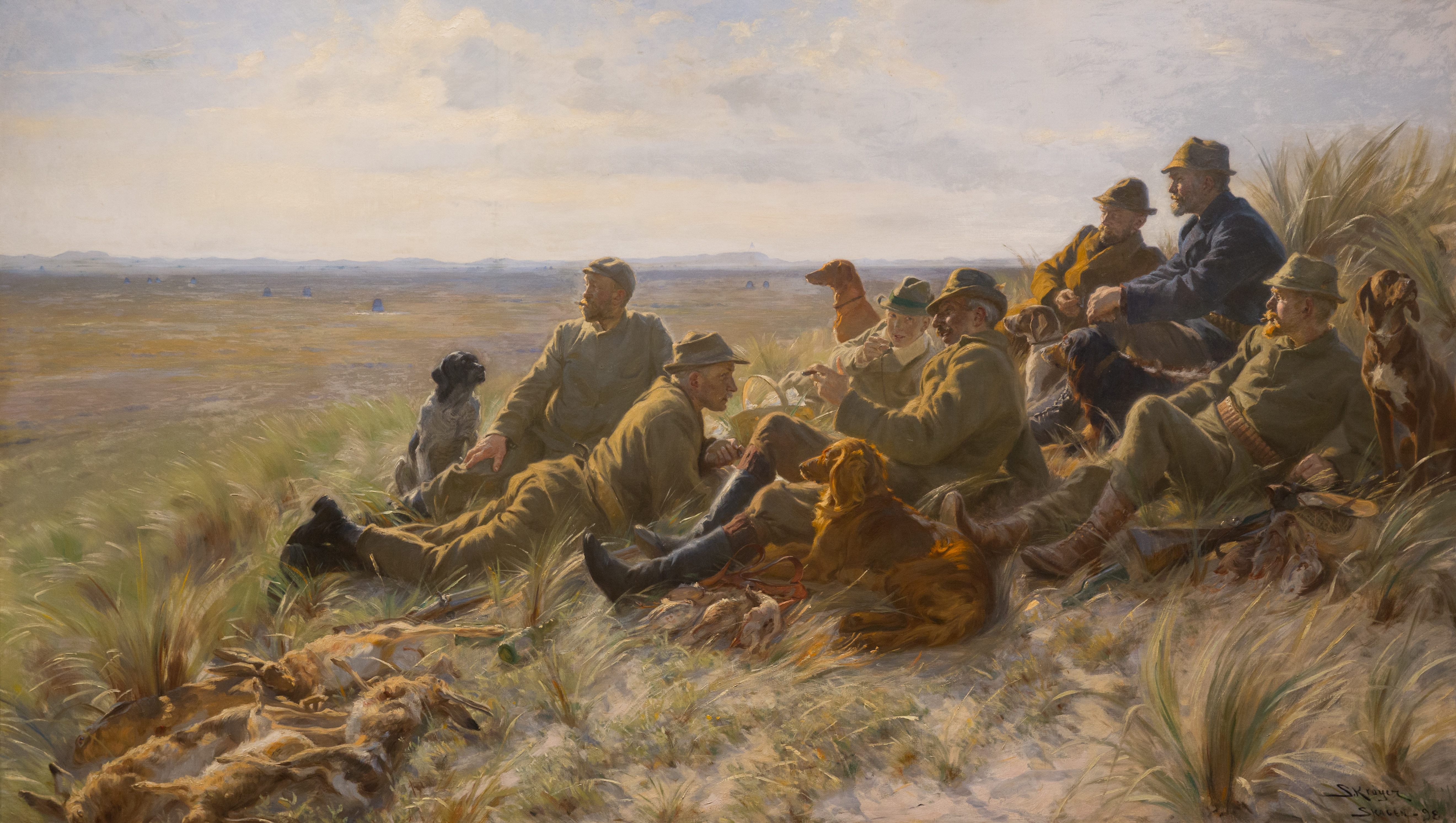
P.S. Krøyer, Les Chasseurs de Skagen, 1898.
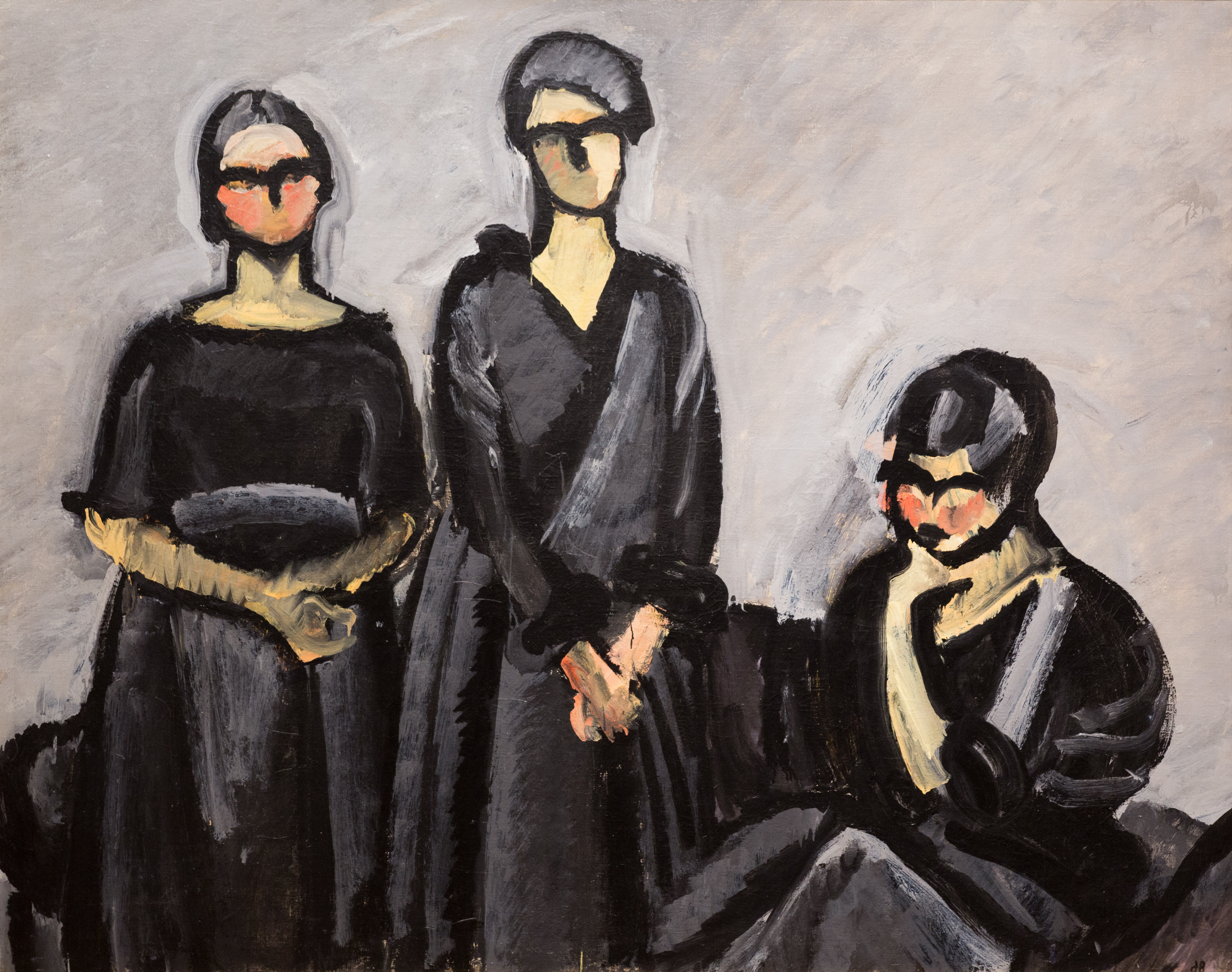
Harald Giersing, Trois dames en noir, 1922 ou 1923.
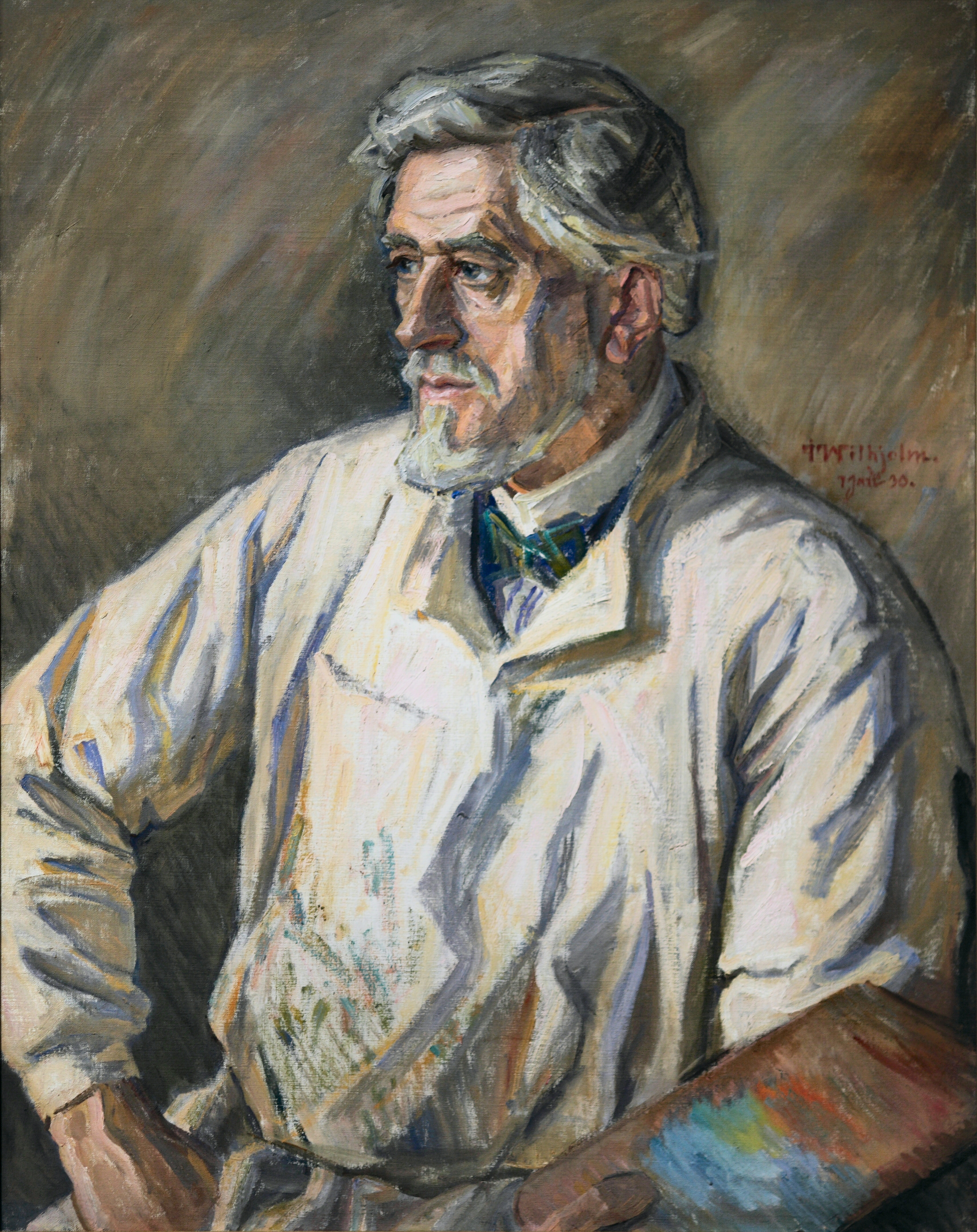
Johannes Wilhjelm, Portrait de J.F. Willumsen, 1930.
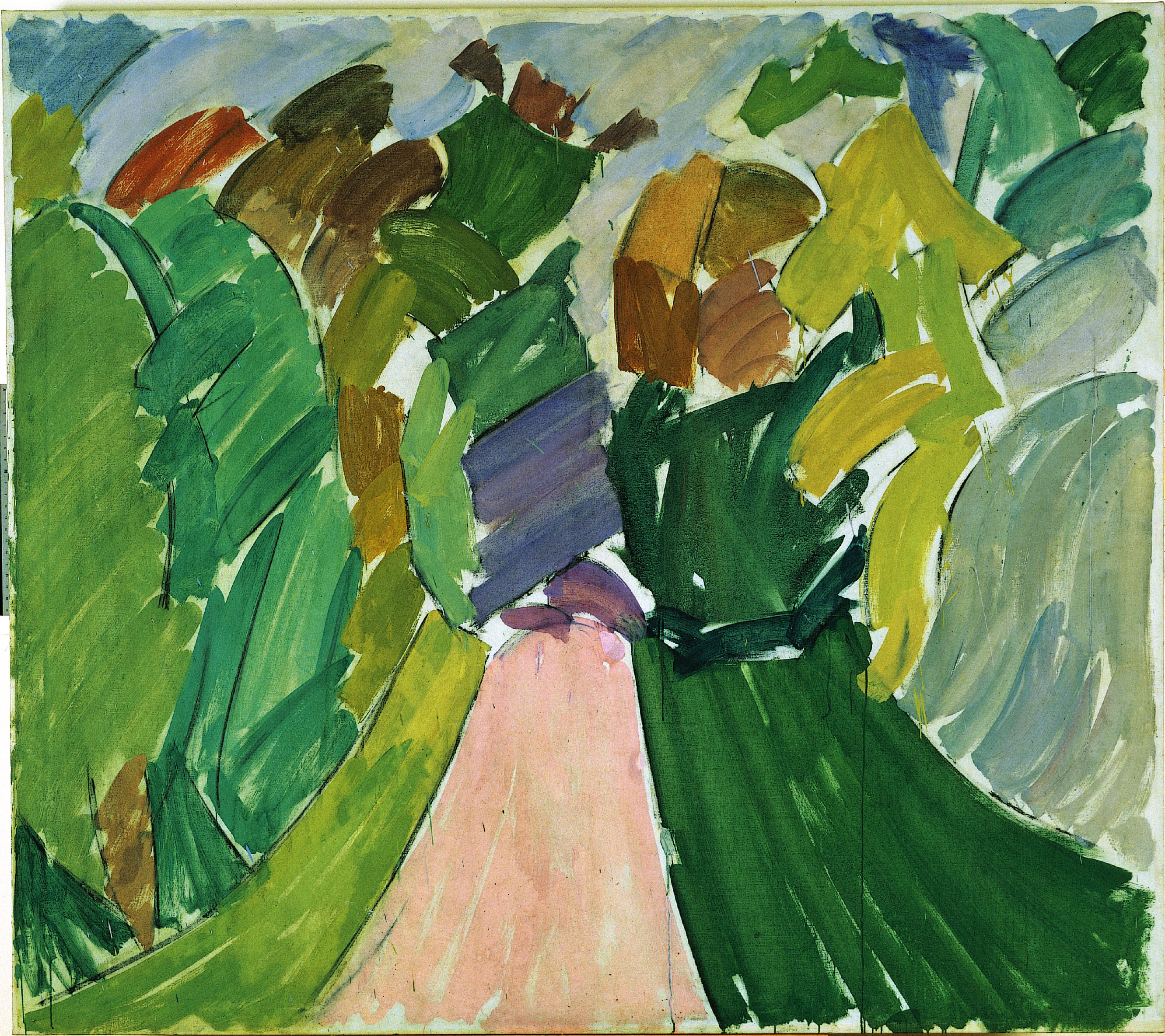
Edvard Weie, Route à travers la forêt, 1932.

## Fréquentation
En 2010, avant l'ouverture du Your rainbow panorama, le ARoS Aarhus Kunstmuseum recevait une moyenne de 221 000 visiteurs par an. Deux ans plus tard, une moyenne de 551 000 visiteurs a été enregistrée.
En 2017, il y a eu plus de 980 900 visiteurs. Ces chiffres comprennent les visiteurs qui ont acheté un billet d'entrée (658 086) et les personnes qui ont visité l'ARoS Shop, l'ART Café ou qui ont simplement traversé le bâtiment du musée.

## Expositions temporaires
- Jean-Pierre Vielfaure, Opéra Civilisation, 1973.